# Galitch (oblast de Kostroma)
Pour les articles homonymes, voir Galitch.
Ne doit pas être confondu avec Halytch.
Galitch (en russe : Га́лич), est une ville russe de l'oblast de Kostroma dans le district fédéral central, et du raïon de Galitch, dont elle ne fait cependant pas partie. Elle a le statut de ville d'importance régionale de l'oblast et forme un okroug urbain. Sa population s'élevait au recensement de 2021 à 12 856 personnes. La ville est incluse dans la liste des villes historiques de Russie.

## Géographie

### Situation
Galitch est situé dans le centre-ouest de l'oblast de Kostroma, oblast au nord-est de la capitale. L'oblast se trouve dans le nord de la Russie européenne, dans le district fédéral central. Moscou, qui est aussi la capitale du district, se trouve à 450 km au sud-ouest de la ville, tandis que la capitale du sujet Kostroma est à 130 km au sud-est,.

### Localités limitrophes
Galitch est entouré par huit localités limitrophes, faisant toutes partie du raïon de Galitch :
| Lac de Galitch       | Lac de Galitch             | Lobatchi       |
| Potchinok, Tchiolsma | Galitch                    | Mikhaïlovskoïe |
| Rebrovo              | Fominskoïe, Maloïe Salkovo | Laptevo        |

### Hydrographie
La ville se trouve sur les rives sud-est du lac de Galitch, qui a une superficie de 75 km2. Cependant, aucune rivière navigable ne coule depuis ou vers le lac, le lac étant aujourd'hui uniquement utilisé pour la pêche.

## Urbanisme

### Voies de communication et transports
La ville se trouve sur le chemin de fer transsibérien, qui relie Moscou à Vladivostok.

### Occupation des sols
La répartition détaillée en 2014 est la suivante :
- Constructions résidentielles : 29,7 % ;
- Zones industrielles : 9,1 ;
- Espaces verts publics : 3,5 %
- Autres : 42,3 %.

|                          |                                                          | ha    | 2014 |
| Zones résidentielles     | Zones résidentielles                                     | 488,9 | 54,7 |
| ------------------------ | -------------------------------------------------------- | ----- | ---- |
|                          | Constructions résidentielles                             | 453,6 | 29,7 |
|                          | Aires des institutions culturelles et de service publics | 61    | 3,7  |
|                          | Espaces verts publics                                    | 57,6  | 3,5  |
|                          | Rues, routes, chemins, places                            | 196,9 | 11,9 |
|                          | Autres                                                   | 92,5  | 5,6  |
| Zones non résidentielles | Zones non résidentielles                                 | 746   | 45,3 |
|                          | Zones industrielles                                      | 149,9 | 9,1  |
|                          | Infrastructures de transports extérieurs                 | 52    | 3,2  |
|                          | Rues, routes, places, parkings                           | 6     | 0,36 |
|                          | Jardins collectifs                                       | 64    | 3,9  |
|                          | Terrains agricoles                                       | 158   | 9,6  |
|                          | Zones protégées ou restreintes                           | 264,1 | 16   |
| Total                    | Total                                                    | 1648  | 100  |

## Histoire

### De la fondation à 1363
Galitch serait l'une desplus anciennes villes russes du nord-est de la Russie, s'établissant sur les territoires des Mériens, une des tribus finno-ougriennes. La ville aurait été fondée au plus tard au milieu du XIIe siècle, vraisemblablement par le prince Iouri Dolgorouki, prince de Rostov-Souzdal, sur le site de l'un des villages de Mériens. D'après une étude menée en 2006 par l'Institut d'histoire russe de l'Académie des sciences de Russie, la date de fondation de la ville peut être fixée à 1159. 
Le nom originel de la ville était, en 1234, Grad Merski (la ville des Mériens) ; elle a pris celui de Galitch pour reprendre le nom d'une ville de la Rus' du sud, l'actuelle Halytch en Ukraine. 
En 1246, la ville devient le centre d'une grande principauté apanage, la principauté de Galitch-Merski, qui est gouvernée par des descendants des grands-princes de Vladimir. Au cours du XIIIe siècle, la ville était dirigée par un frère cadet d'Alexandre Nevski, qui régna jusqu'en 1363, avec Dmitri Donskoï, quand les Moscovites s'emparèrent du pouvoir et forcèrent la famille Nevski à l'exil à Novgorod (Великий Новгород) dans l'oblast de Novgorod.

### Sous la Moscovie à 1700
La principauté de Galitch constituait à cette époque le centre d'un vaste territoire, qui comprenait une bonne partie de l'oblast actuel de Kostroma. Au XIVe siècle, les princes de Galitch fondèrent les futures villes de Soudislavl, Soligalitch et Tchoukhloma comme places fortes. Les remparts édifiés au Moyen Âge furent de nouveau fortifiés au cours des XVe et XVIe siècles et sont depuis appelés Colonnes de Chemiaka.
Au milieu du XVe siècle, la ville a été capturée par les princes de Moscou et a été transformée en une place forte contre les raids des Tatars et des Tchérémisses du Khanat de Kazan. La ville eut cette fonction jusqu'à la prise de Kazan par les Moscovites. 
Après cela, Galitch devint une ville de l'opritchnina sous Ivan le Terrible. La ville fotifiée servait de plus comme un relais commercial sur la route reliant Moscou à Khlynov. Les XVe et XVIe siècles sont considérés comme une période faste pour Galitch : la ville contrôlait alors la plus grande partie du commerce russe du sel et des fourrures.
La ville connut pour la dernière fois des hostilités pendant l'intervention polono-lituanienne sous le Temps des troubles, où jusqu'à un tiers des cours de la ville ont été vidées.
L'importance de la ville au XVIIe siècle est démontrée par l'existence d'un prikaze, l'Ordre de Galitch. La ville était le centre de l'ouïezd de Galitch, dont ses frontières s'étendaient pendant se siècle jusqu'aux rivières Ounja et Vetlouga.

### Empire russe
À la suite des réformes provinciales de Pierre Ier, la ville devient en 1719 le centre de l'une des 50 provinces russes (au sein du gouvernement d'Arkhangelogorod), la province de Galitch. Cette province englobait entre autres Tchoukloma, Soligalitch, Parfeniev, Kologriv, Ounja et Soudaï. Mais malgré ce statut, la ville s'est dépeuplée : d'une part à cause de l'enrolement pour la Grande guerre du Nord, d'autre part avec les travailleurs partant pour construite Saint-Pétersbourg, la nouvelle capitale.
La ville est devenue à partir du XVIIe siècle un point sur la route commercial vers Arkhangelsk, Moscou, et plus tard avec Saint-Pétersbourg. Les marchandises les plus importantes sont les biens en cuir et en fourrure. En 1825, de grandes galeries marchandes sont construites à l'extérieur de la ville, composées de 6 bâtiments.
Outre le commerce, l'industrie joue un rôle important dans l'économie de Galitch. La production de cuir du gouvernement de Kostroma est concentrée à 70 % dans la ville, et la ville possède des usines de fourrure.
Elle s'est développée pour devenir, aujourd'hui, une des plus grandes mines de sel de toute l'Europe.

## Politique et administration

### Tendances politiques
| Scrutin                    | 1er tour | 1er tour | 1er tour | 1er tour | 1er tour | 1er tour | 1er tour | 1er tour | 1er tour | 1er tour | 1er tour | 1er tour | 2d tour                  | 2d tour                  | 2d tour                  | 2d tour                  | 2d tour                  | 2d tour                  | 2d tour                  | 2d tour                  |
| Scrutin                    | 1er      | 1er      | %        | 2e       | 2e       | %        | 3e       | 3e       | %        | 4e       | 4e       | %        | 1er                      | %                        | 2e                       | %                        | 3e                       | %                        | 4e                       | %                        |
| -------------------------- | -------- | -------- | -------- | -------- | -------- | -------- | -------- | -------- | -------- | -------- | -------- | -------- | ------------------------ | ------------------------ | ------------------------ | ------------------------ | ------------------------ | ------------------------ | ------------------------ | ------------------------ |
| Présidentielle 2012        |          | ER       | 58,55    |          | KPRF     | 23,81    |          | LDPR     | 6,80     |          | SE       | 6,06     | Victoire au premier tour | Victoire au premier tour | Victoire au premier tour | Victoire au premier tour | Victoire au premier tour | Victoire au premier tour | Victoire au premier tour | Victoire au premier tour |
| Législative régionale 2015 |          | ER       | 45,22    |          | SRZP     | 21,28    |          | KPRF     | 13,93    |          | LDPR     | 8,12     | Tour unique              | Tour unique              | Tour unique              | Tour unique              | Tour unique              | Tour unique              | Tour unique              | Tour unique              |
| Législatives 2016          |          | ER       | 33.32    |          | KPRF     | 23.68    |          | LDPR     | 20.19    |          | SRZP     | 10.95    | Tour unique              | Tour unique              | Tour unique              | Tour unique              | Tour unique              | Tour unique              | Tour unique              | Tour unique              |
| Gouvernorale 2015          |          | ER       | 74,46    |          | KPRF     | 13,47    |          | SRZP     | 4,89     |          | LDPR     | 4,00     | Victoire au premier tour | Victoire au premier tour | Victoire au premier tour | Victoire au premier tour | Victoire au premier tour | Victoire au premier tour | Victoire au premier tour | Victoire au premier tour |
| Présidentielle 2018        |          | ER       | 67,64    |          | KPRF     | 16,09    |          | LDPR     | 10,91    |          | GRANI    | 1,31     | Victoire au premier tour | Victoire au premier tour | Victoire au premier tour | Victoire au premier tour | Victoire au premier tour | Victoire au premier tour | Victoire au premier tour | Victoire au premier tour |
| Législatives 2021          |          | KPRF     | 28,51    |          | ER       | 27,60    |          | SRZP     | 19,55    |          | LDPR     | 8,73     | Tour unique              | Tour unique              | Tour unique              | Tour unique              | Tour unique              | Tour unique              | Tour unique              | Tour unique              |

## Population et société
Recensements (*) ou estimations de la population
| 1856  | 1897* | 1926* | 1939*  | 1959*  | 1970*  |
| ----- | ----- | ----- | ------ | ------ | ------ |
| 5 900 | 6 237 | 8 856 | 13 695 | 16 119 | 19 374 |

| 1979*  | 1989*  | 2002*  | 2010*  | 2012   | 2013   |
| ------ | ------ | ------ | ------ | ------ | ------ |
| 21 270 | 21 652 | 19 151 | 17 346 | 16 974 | 16 825 |

## Culture locale et patrimoine

### Lieux et monuments
La ville de Galitch compte 132 monuments et objets protégés au titre des objets patrimoniaux culturels de Russie. Sur ce total, 26 objets sont classés comme des objets patrimoniaux d'importance fédérale, et 9 objets sont des monuments archéologiques.

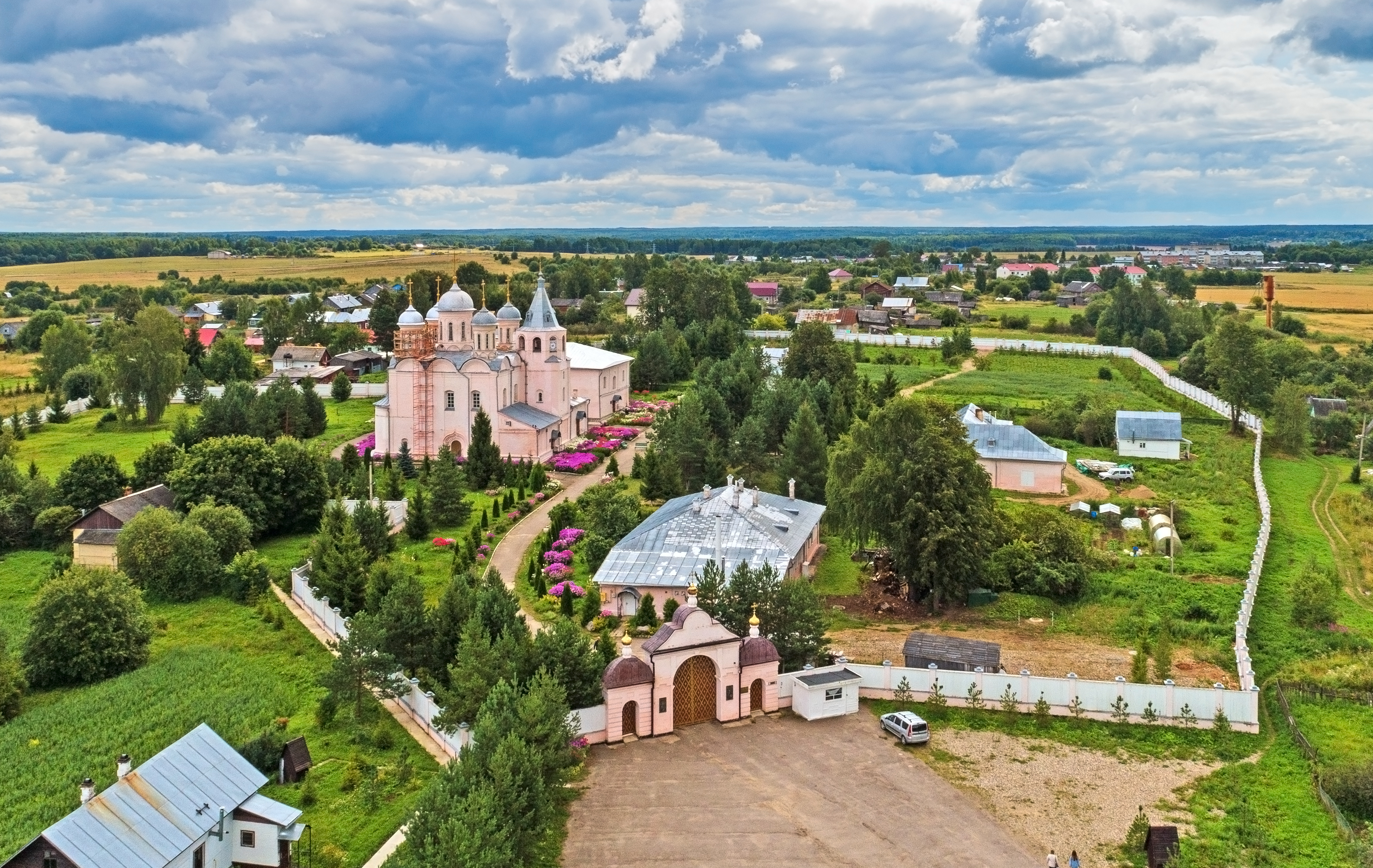
Monastère de l'Assomption Païssievo-de-Galitch
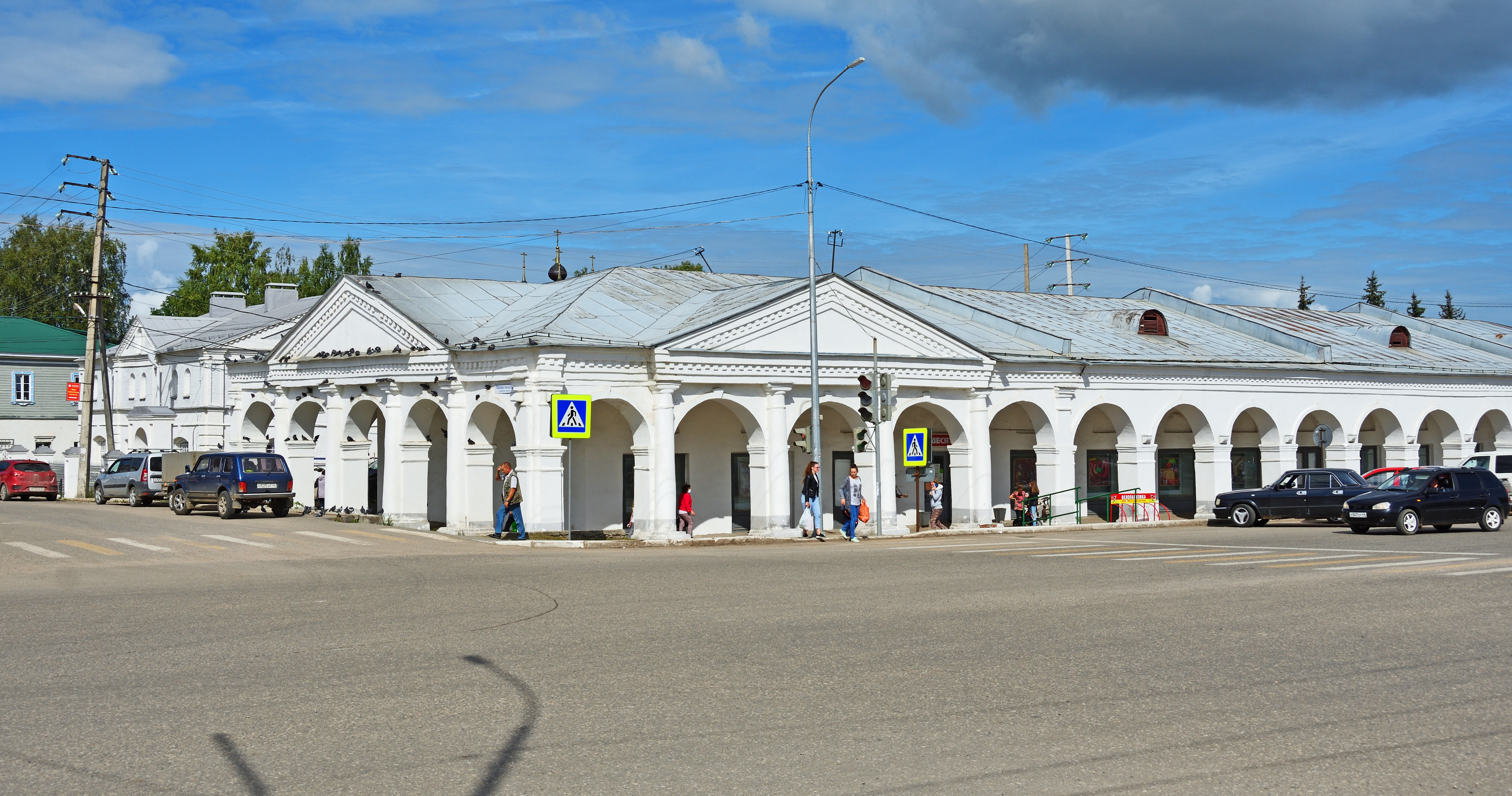
Galeries marchandes.
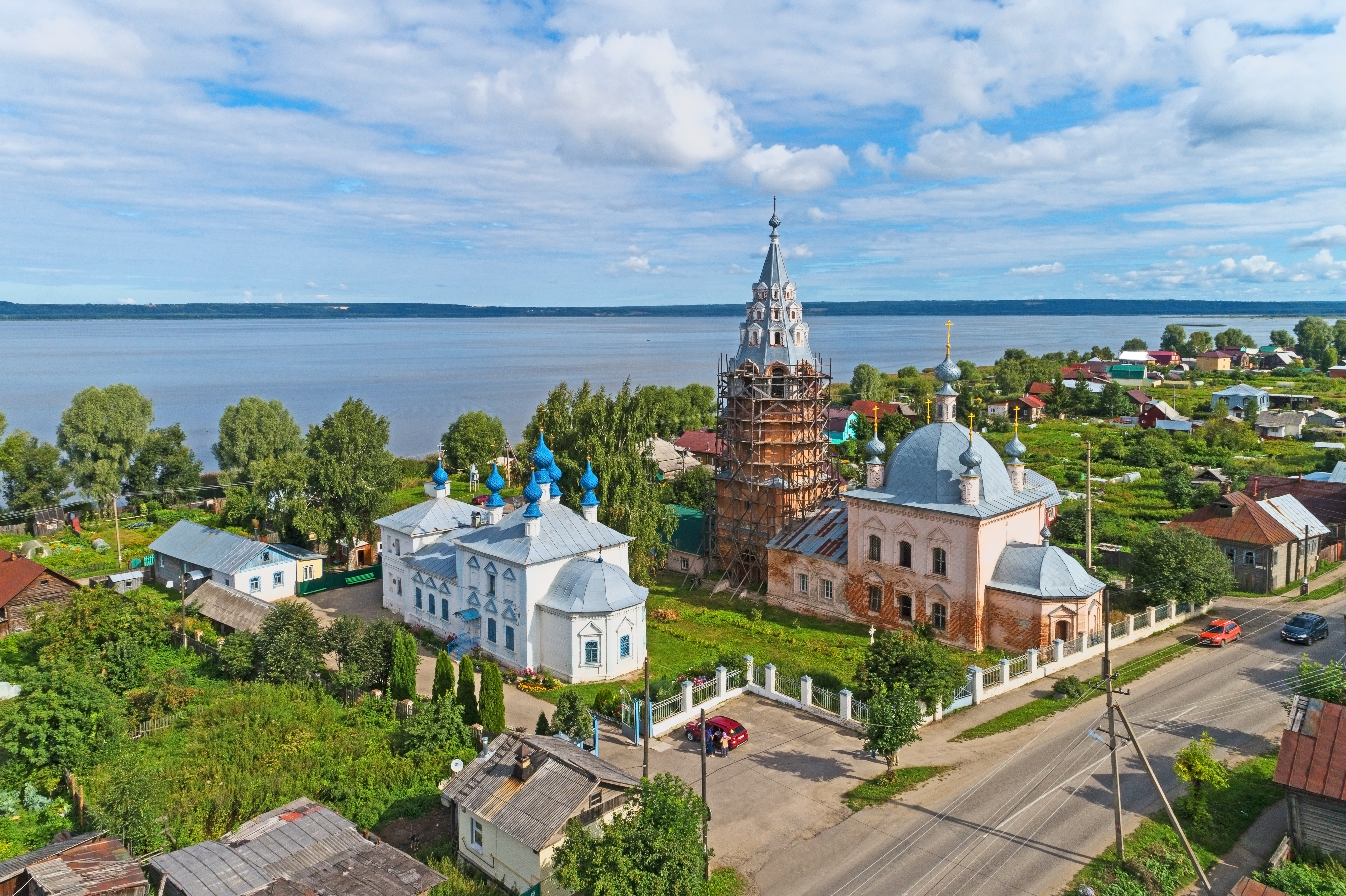
Église Saint-Basile et église de la Présentation de la Bienheureuse Vierge Marie.
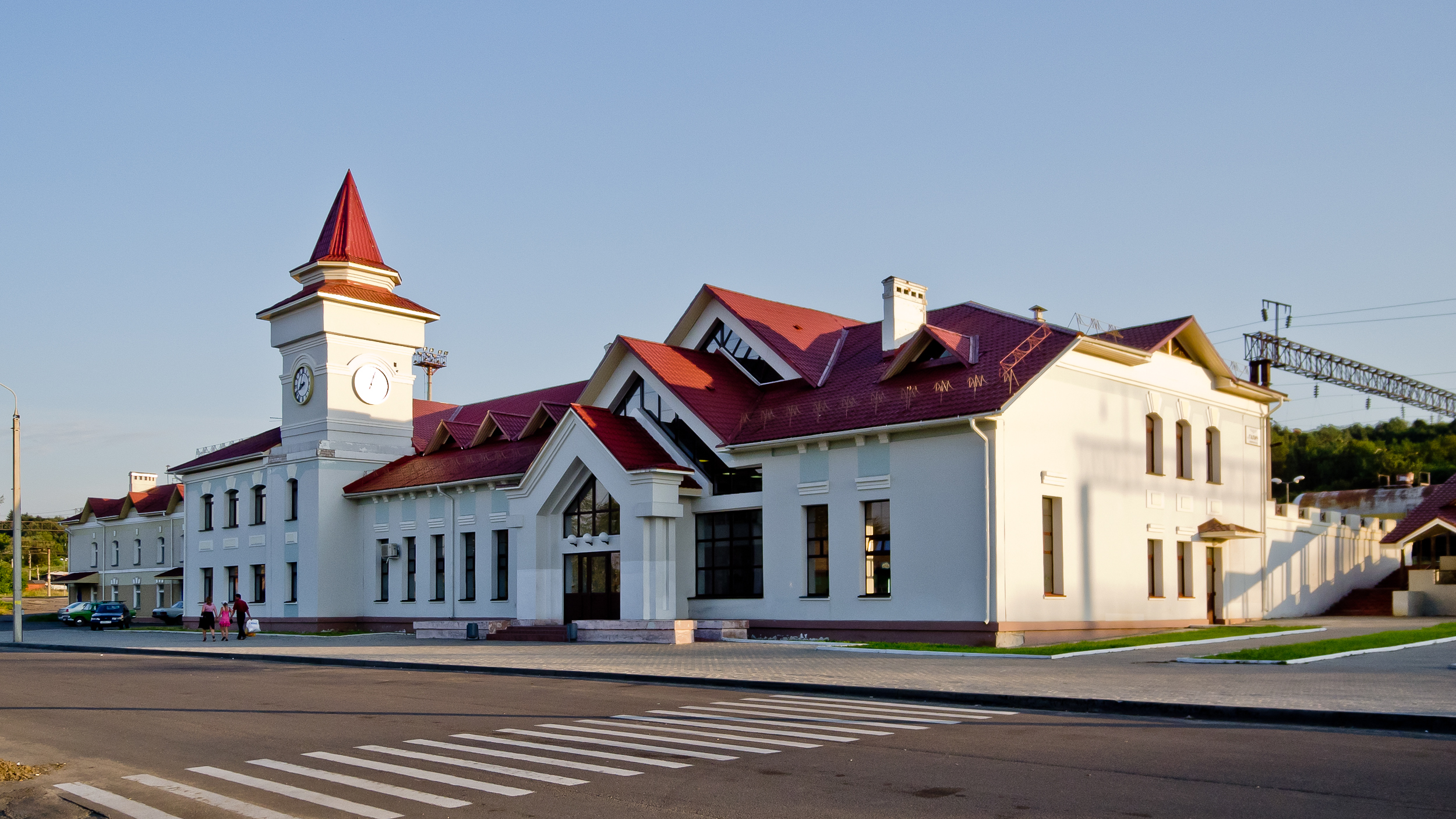
Gare de Galitch.

### Personnalités liées à la commune
- Alexandre Ablessimov (1742-1783), écrivain et poète russe.
- Iakov Akim (1923-2013), poète soviétique.
- Féodossi Krassovski